# Zygmunt Otto (piłkarz)
Zygmunt Otto (ur. 27 lipca 1896 w Łodzi, zm. 22 czerwca 1961 w Łodzi) – polski piłkarz.
Przez większość swojej zawodniczej kariery związany był z ŁKS Łódź, w którym grał w latach 1910–1914 i 1921–1924. Po jej zakończeniu został trenerem. W latach 1930–1931 był pierwszym szkoleniowcem ŁKS-u, a kilkanaście lat później (1948) prowadził drużynę Widzewa w jej pierwszym sezonie w I lidze.
Zaliczył jeden występ w reprezentacji, w której zagrał w 1924 roku, w wygranym 2:0 meczu z Turcją, podczas pierwszego oficjalnego spotkania międzypaństwowego rozegranego na obiektach Łódzkiego Klubu Sportowego.